# 화이트 레이디 (칵테일)

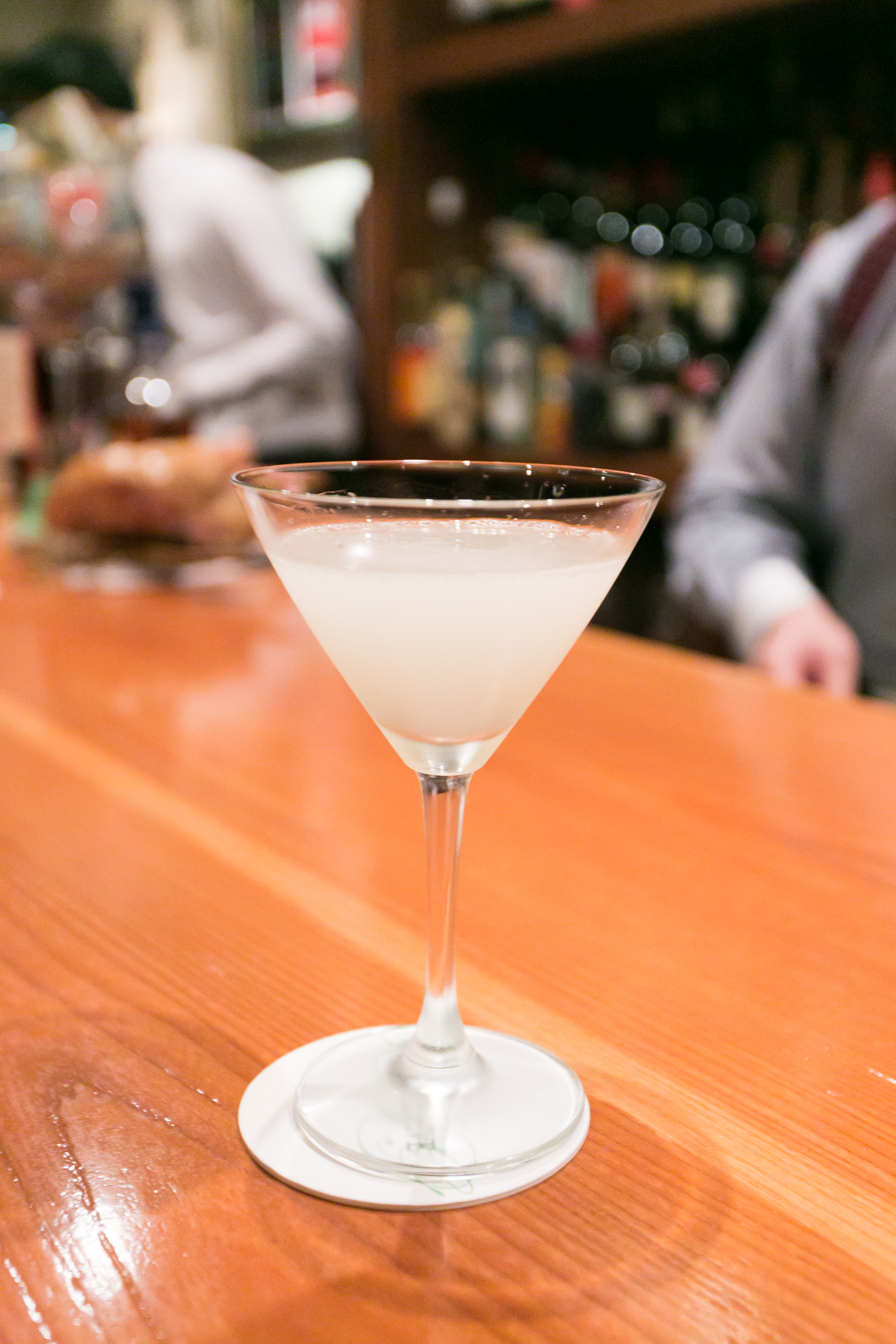

화이트 레이디(White Lady, Delilah, Chelsea Side-car)는 진, 쿠앵트로 또는 트리플 섹, 신선한 레몬즙, 계란 흰자(선택사항)로 만드는 클래식 칵테일이다. 브랜디 대신에 진으로 만든 사이드카 계열에 속한다. 이 칵테일은 흰자, 설탕, 크림과 같은 추가 재료를 넣기도 한다.

## 기원
화이트 레이디의 오리지널 레시피는 1919년 런던 Ciro's Club에서 Harry MacElhone이 고안하였다.